# Toni Savevski
Toni Savevski (in macedone Тони Савевски?; Bitola, 14 giugno 1963) è un ex calciatore e allenatore di calcio jugoslavo, macedone dal 1991, di ruolo centrocampista.

## Palmarès

### Club

#### Competizioni nazionali
- Supercoppa di Grecia: 2

AEK Atene: 1989, 1996
- Coppa di Lega greca: 1

AEK Atene: 1989-1990
- Campionato greco: 3

AEK Atene: 1991-1992, 1992-1993, 1993-1994
- Coppa di Grecia: 3

AEK Atene: 1995-1996, 1996-1997, 1999-2000